# Depenbrock Gruppe
Depenbrock Bau ist ein inhabergeführter mittelständischer Bauunternehmenskonzern, der als Generalunternehmer in den Bereichen des Hoch-, Tief- und Schlüsselfertigbaus tätig ist. Konzernobergesellschaft der Unternehmensgruppe ist die Depenbrock Holding SE & Co. KG mit Stammsitz in Stemwede. Die Unternehmensgruppe führt 18 Standorte in Deutschland, Polen und Dänemark.

## Geschichte

### Gründungszeit 1928–1977
Karl Depenbrock gründete 1928 ein Fuhrunternehmen „mit Pferd und Wagen“. Im Jahr 1953 stieg der Sohn und gelernte Speditionskaufmann Karl-Heinz Depenbrock in den Betrieb ein. Er erweiterte das Geschäft um einen Baustoffhandel; 1961 erfolgten die ersten Schritte im Tiefbau durch die Gründung von Depenbrock Tiefbau. 1977 übernahm der jetzige Inhaber und Geschäftsführer-Gesellschafter Karl-Heinrich Depenbrock das Unternehmen nach dem plötzlichen Tod seines Vaters. Während der Übergangszeit hatten Horst Johanning und Annalise Depenbrock den Betrieb aufrechterhalten.

### Transformation zum Generalunternehmen 1977–1997
1987 wurde das Geschäft um die Bereiche Hochbau- und Schlüsselfertigbau erweitert. Zunächst wurden Rohbauten und Kläranlagen erstellt. Mit der Übernahme des Bohmter Wohnungsbauunternehmens Beckmann Bau wurde das Geschäftsfeld um den Schlüsselfertigbau erweitert. Mit diesem Schritt konnte Depenbrock Bau nun auch als Generalunternehmen und Projektentwickler auftreten und Großprojekte übernehmen. 1997 begann die Expansion mit der Gründung der Tochtergesellschaft Projektbau Depenbrock in Langenhagen.

### Weiterentwicklung der Unternehmensgruppe in den 2000er-Jahren
Durch Zukäufe und organisches Wachstum wurde die Unternehmensgruppe in den kommenden Jahren kontinuierlich erweitert. Im Jahr 2001 wurde eine Abteilung für technische Gebäudeausstattung gegründet, die sich mit Energieeinsparungsmöglichkeiten bei Bauprojekten befasst.
Im gleichen Jahr wurde eine erste Niederlassung in Bielefeld eröffnet, weitere Gründungen dort folgten. Seit 2006 besteht die Tochtergesellschaft Depenbrock Systembau GmbH & Co. KG zur Planung und Errichtung von Industriehallen, Logistikimmobilien und Verwaltungsgebäuden für Gewerbe- und Industriekunden. Geschäftsführer wurde Thomas Knöbig. Später übernahm Jörn Henrik Depenbrock neben Knöbig die Geschäftsführung. 2010 folgte am Standort die Gründung der Depenbrock Gebäudemanagement GmbH & Co. KG unter der Leitung von Anselm Schuhmann. Sie beschäftigt sich mit der Analyse und Bewirtschaftung von Gebäuden und technischen Anlagen. Im selben Jahr entstand zudem die Abteilung Tragwerksplanung, um statisches Tragwerk zu optimieren.
Daneben gab es weitere Niederlassungsgründungen in Hamburg (2003) und am Frankfurter Flughafen (2011). 2005 eröffnete Depenbrock Bau seine erste Auslandsniederlassung Depenbrock Polska Sp. z.o.o. Sp.k. in Posen/Polen für den schlüsselfertigen Gewerbebau. Im Jahr 2012 übernahm Depenbrock die Oldenburger Gesellschaft Hecker Bau GmbH & Co. KG aus einer Insolvenz. Mit diesem Schritt wurde der Markt für Ingenieur- und Wasserbau erschlossen. 2016 wurde das Tochterunternehmen Depenbrock Partnering GmbH & Co. KG gegründet, die öffentlich-private Partnerschafts-Projekte betreut. 2017 übernahm Depenbrock Bau die Wilhelm Becker GmbH & Co. KG mit ihrem Betriebsgrundstück in Minden. Im selben Jahr wurde der Hafen- und Ingenieurbau der Bilfinger Marine & Offshore Systems (BMOS) mit Sitz in Hamburg erworben. Diese ist aus der ehemaligen F+Z Baugesellschaft hervorgegangen. Aufgrund des internationalen Bekanntheitsgrades der F+Z Baugesellschaft wurde der Name zunächst erhalten. Abgewickelt wurde die Übernahme durch die Depenbrock Tochtergesellschaft Hecker Bau GmbH & Co. KG. Die Übernahme sollte die Ingenieur- und Wasserbaukompetenz der Gruppe bündeln.
Im Jahr 2002 erwirtschaftete Depenbrock Bau noch einen Umsatz von rund 100 Millionen Euro und beschäftigte 450 Mitarbeiter. 2020 beschäftigte die Unternehmensgruppe insgesamt 1250 Mitarbeiter und erzielte einen Umsatz von 476 Millionen Euro. Die Betriebsleistung der Gruppe betrug 2020 512 Millionen EUR.
2021 wurden die beiden Bereiche Hecker Bau (Hatten) und deren Zweigniederlassung F + Z Baugesellschaft zum neuen Unternehmen Depenbrock Ingenieurwasserbau umfirmiert, die von Christoph Wellendorf und Erik Depenbrock geführt wird. Im selben Jahr eröffnete diese eine neue Niederlassung im dänischen Aarhus, jetzt Randers NV, die Depenbrock Scandinavia ApS. Von dort aus wird der Ostsee-Raum und der skandinavische Markt im Ingenieur- und Wasserbau erschlossen.
Im November 2021 übernahm die Unternehmensgruppe die Thieling Bau GmbH & Co. KG aus Stadland. Die im norddeutschen Markt aktive Firma mit knapp 40 technischen Mitarbeitenden verstärkt den Ingenieurwasserbau sowie den Tiefbau.
Mediale Aufmerksamkeit erhielt Depenbrock 2022 mit dem Bau des ersten deutschen LNG-Terminals in Wilhelmshaven, der in 194 Tagen fertiggestellt wurde. Im Anschluss wurde das größte Projekt der Firmengeschichte gewonnen: der Bau der Hafenanlage und des Anlegers für verflüssigte Gase in Stade.
Durch die Übernahme der Firma HBL Lorenz im Oktober 2023 erweiterte sich die Tiefbausparte um den Bereich Kabeltrassenausbau.

## Unternehmensbereiche
Konzernobergesellschaft der Unternehmensgruppe ist die Depenbrock Holding SE & Co. KG. Neben ihrer Funktion als Holdinggesellschaft und der damit verbundenen Aufgabe der einheitlichen strategischen und operativen Führung des Konzerns, umfassen die Leistungen der Depenbrock Holding SE & Co. KG auch Planungstätigkeiten für den Konzern, wie z. B. Tragwerksplanung, Fassadenplanung und Gebäudetechnik. Im Inland wird das operative Bau-Geschäft des Konzerns durch die Enkel- und Tochtergesellschaften Depenbrock Bau GmbH & Co. KG, Depenbrock Systembau GmbH & Co. KG, Hecker Bau GmbH & Co. KG (umfirmiert in Depenbrock Ingenieurwasserbau GmbH & Co. KG), Wilhelm Becker GmbH & Co. KG und Projektbau Depenbrock GmbH & Co. KG abgewickelt. In Polen sind die operativen Tochterunternehmungen Depenbrock Polska Sp. z o.o. Sp. K. und DBB Białe Błota Sp. z o.o. Sp. K. tätig. Das Betreiben beziehungsweise Bewirtschaften von Immobilien wird durch die Tochtergesellschaft Depenbrock Gebäudemanagement GmbH & Co. KG erbracht. Das Geschäftsfeld ÖPP wird durch die Gesellschaft Depenbrock Partnering GmbH & Co. KG abgedeckt.
Das Unternehmen führt mittlerweile neben dem Stammsitz in Stemwede weitere Standorte in Bielefeld, Duisburg, Frankfurt, Münster/Greven, Lingen, Leipzig,Minden, Hannover, Hamburg, Oldenburg/Hatten, Speyer, Nürnberg, Osnabrück, Quakenbrück,  Posen (Polen), Białe Błota (Polen), Bydgoszcz (Polen),  Danzig (Polen) und Randers (Dänemark).
Neben dem Geschäftsführer-Gesellschafter Karl-Heinrich Depenbrock führen dessen Kinder die Geschäfte in vierter Generation fort. Jörn Henrik Depenbrock führt die Geschäfte der Tochtergesellschaft Depenbrock Systembau GmbH & Co. KG in der Niederlassung in Bielefeld und Duisburg  sowie der Depenbrock Partnering GmbH & Co. KG in Bielefeld. Weiterhin ist Kathrin Depenbrock im Unternehmen als Syndikusanwältin tätig und Erik Depenbrock ist kaufmännischer Leiter des Tochterunternehmens Depenbrock Ingenieurwasserbau GmbH & Co. KG sowie Geschäftsführer von Depenbrock Scandinavia ApS.

## Produkte und Dienstleistungen
Die Depenbrock Gruppe bietet Dienstleistungen von der Planung über die Errichtung bis zur Bewirtschaftung von Bauobjekten. Dabei tritt das Unternehmen als Generalunternehmer auf. Im Einzelnen sind die Dienstleistungen:
- Bau im Bestand,
- Bau von Bildungseinrichtungen,
- Gebäudemanagement,
- Gewerbebau,
- Industriebau,
- Ingenieur-, Hafen- und Wasserbau,
- Logistik- und Hallenbau,
- Öffentlich-Private-Partnerschaft,
- Schlüsselfertigbau,
- Sportstättenbau,
- Sozialimmobilienbau,
- technische Gebäudeausstattung,
- Tief-, Kanal- und Straßenbau,
- Verwaltungs- und Bürobau sowie
- Wohnungsbau.[36]

## Ausbildung und Engagement
Die Unternehmensgruppe führt eine Personalentwicklungsabteilung namens „Depenbrock Campus“. Über diese bietet Depenbrock Bau verschiedene Ausbildungsmöglichkeiten im Baugewerbe sowie duale Studienangebote in den Bereichen Bauingenieurwesen/Baubetriebswirtschaft und Facility Management an. Darüber hinaus unterstützt die Unternehmensgruppe regional die Aus- und Weiterbildung qualifizierter Fachkräfte. Seit 2003 beteiligt sich das Unternehmen an der Ausbildungsinitiative des Kreises Minden-Lübbecke. Überdies führen Depenbrock Bau und die Stemweder-Berg-Schule seit 2007 die „Kooperation Schule – Wirtschaft“. Depenbrock Bau unterstützt weiterhin soziale Projekte in der Gemeinde Stemwede und tauscht sich in zahlreichen Kooperationen mit Ausbildungsstätten und Hochschulen der Region aus.

## Auszeichnungen
- 2019: Listung im Ranking der wertvollsten Arbeitgeber für das Gemeinwohl der Wirtschaftswoche[43]
- 2020: Nachhaltigkeitspreis der Deutsche Bundesstiftung Umwelt[44]
- 2024: Umbenennung des Straßennamens in "Depenbrock-Allee"[45]